# Fina estampa
 (срп. Лице и наличје) бразилска је теленовела, продукцијске куће Реде Глобо, снимана 2011.

## Синопсис
Након што јој је супруг мистериозно нестао током морске пловидбе, Гриселда је спремна на све како би одржала остатак своје породице на окупу. Чак и да постане мајстор и бави се послом који је неуобичајан за жене. Скромна и вредна, Гриселда је поносна на свој посао, којим успева да докаже како људи могу да имају пристојан и срећан живот без угрожавања туђих вредности. Један од њених синова упушта се у везу са ћерком Терезе Кристине, богате, елегантне и површне жене. Тереза Кристина је згрожена могућношћу да се веже за жену из ниже класе, и упркос противљењу свог супруга Ренеа, непрестано понижава Гриселду.
Након вишегодишњег играња игара на срећу са истим комбинацијама, Гриселда осваја 25 милиона долара. Њен живот се изненада мења, али не и природа. Тек стечено богатство не само да Гриселди олакшава живот, већ и узрокује „васкрс” давно несталог супруга, који је пре неколико година проглашен мртвим, оставивши тако низ компликација у животу Гриселде и њене породице. Упркос томе што сада има више новца него што је икад замишљала, Гриселда схвата да у животу никада није лако, али да је за некога јаког и одлучног све могуће, чак и да у позним годинама пронађе праву љубав.

## Ликови
- Гриселда Переира (Лилија Кабрал) – Искрена жена која стоји чврсто на земљи. Издржава троје деце - Кинзеа, Антенора и Амалију, као и унука Кинзиња. Због тога је принуђена да врши разне поправке по крају. Не воли да кокетира са мушкарцима, сви мисле да је удовица, а непрестано слуша погрдне коментаре на рачун свог мушкобањастог изгледа. Живот ће јој се променити из корена након што освоји премију на лутрији.
- Жозе Антенор Переира (Каио Кастро) - Понос је и дика своје мајке Гриселде, јер је њено једино дете које је уписало факултет - успешан је студент медицине. Стиди се свог скромног порекла и не бира средства да оствари своје циљеве. Како би прикрио да долази из сиромашне породице, плаћа једној глумици да на дан његове веридбе одигра његову мајку. Обожава вереницу Патрисију Велмонт, али га будућа свекрва Тереза Кристина плаши.
- Марија Амалија Переира (Софи Шарлот) - Гриселдина кћерка, романтична је и ради као продавачица природних козметичких препарата. Покушава да учини мајку женственијом, али се истовремено диви њеној снаги. Заљубљује се у Рафаела и сања о томе да једног дана живи своју љубавну причу.
- Кинзе (Малвино Салвадор) - Гриселдин најстарији син. Студије га никада нису занимале, али врло је вредан - ради као конобар у једном бару и одгаја сина Кинзиња. Обожава дечака, али не може да сакрије тугу због чињенице да га је бивша жена Теодора напустила.
- Теодора (Каролина Дикман) - Амбициозна плавуша, која је напустила супруга Кинзеа и сина Кинзиња да би са боксером Валасеом окушала срећу у САД. Међутим, када открије да је њена свекрва освојила премију на лутрији, враћа се у живот њеног сина, желећи новац.
- Гуараси (Пауло Роша) - Португалац, власник бара у коме ради. Рано је остао без оца и мајке, а дошао је у Бразил када је сазнао да му је стриц оставио наследство. Заљубљен је у Гриселду и учиниће све да је освоји.
- Тереза Кристина (Кристијане Торлони) - Размажена богаташица, редовна гошћа на свим свечаностима које организују припадници високог друштва. Највише воли да троши свој новац. Заљубљена је у супруга Ренеа и чини све да одржи углед и част своје породице. Има сина Ренеа Жуниора и кћерку Патрисију. Понаша се попут тиранина према слугама, али је благонаклона према свом батлеру Кроу.
- Рене (Далтон Виг) - Кувар по занимању, власинк је ресторана "Ле Велмонт", који му је поклонила супруга Тереза Кристина, са којом има двоје деце. Заљубљен је у њу, али почиње да преиспитује свој брак након вечере организоване поводом Патрисијине веридбе.
- Патрисија (Адријана Бироли) - Ренеова и Терезина кћерка, коју одликују мајчина лепота и очева личност. Студира психологију и иако се не сматра размаженом, ужива у скупим стварима. Њена најбоља пријатељица је Ванеса, а у вези је са Антенором, који ће је веома разочарати.
- Ирис Сикејра (Ева Вилма) - Елегантна и префињена госпођа која је неколико година живела у Њујорку. Са сином Алваром готово је изгубила контакт. Међутим, када схвата да остаје без новца, одлучује да се врати у Бразил и почне да уцењује своју нећаку Терезу Кристину, јер зна њену мрачну тајну.
- Кродоалдо Валерио (Марсело Серадо) - Мајордом и верни савезник Терезе Кристине. Непрестано говори да више неће толерисати њене испаде, али у дубини душе жели да буде као она. Притом, газдарица му помаже око школарине коју плаћа нећаки Ванеси. Есктравагантног изгледа, Кродоалдо у тајности одржава љубавну везу.

## Улоге
| Глумац:            | Улога:                                  |
| ------------------ | --------------------------------------- |
| Лилија Кабрал      | Гриселда да Силва Переира (Переирао)    |
| Кристине Торлони   | Тереза Кристина Бурке Сикејра да Велмон |
| Далтон Виг         | Рене Велмон                             |
| Малвино Салвадор   | Кинзе (Жоакин Жозе да Силва Переира)    |
| Каио Кастро        | Жозе Антенор да Силва Переира           |
| Софи Шарлоте       | Марија Амалија да Силва Переира         |
| Адријана Бироли    | Патрисија Сикејра де Велмон             |
| Каролина Дијекман  | Теодора Бастос да Силва                 |
| Марсело Серадо     | Кродоалдо "Кро" Валерио                 |
| Жулија Лемертиз    | Естер Волкоф Сикејра                    |
| Дан Штулбах        | Пауло Бурке Сикејра                     |
| Жозе Мајер         | Жозе "Переириња" Переира                |
| Рената Сорах       | Данијеле Стајнер Фрејзер                |
| Милена Тоскано     | Ванеса Таварес Ривас                    |
| Ева Вилма          | Марија Ирис де Сикејра Масијел          |
| Арлете Салес       | Вилма Мореира Прадо                     |
| Дира Паес          | Селесте Суза Фонсека                    |
| Алешандре Неро     | Балтазар Фонсека                        |
| Марко Пигоси       | Рафаел Фернандес                        |
| Крис Вијана        | Дагмар дос Анжос                        |
| Волф Маја          | Алваро Сикејра                          |
| Тотија Мејрелес    | Замбезе Сикејра                         |
| Гиљермо Бури       | Данијел                                 |
| Карлос Касагранде  | Жуан Гиљерме Пасарели                   |
| Танија Калил       | Летисија Фернандес Прадо                |
| Сузана Пирес       | Марсела / Жоана Кутињо                  |
| Жулијана Кенусти   | Зулејка                                 |
| Таис де Кампос     | Алисе                                   |
| Моника Карваљо     | Глорија Монтејро                        |
| Моник Алфрадик     | Беатриз Лобо                            |
| Ана Роза           | Селина                                  |
| Изабел Филардис    | др Моника Рамос                         |
| Жулио Роша         | Ензо Переира                            |
| Карол Маседо       | Соланж Суза Фонсека                     |
| Карлос Машадо      | Фердинанд                               |
| Жоана Лернер       | Луана                                   |
| Рикардо Блат       | Северино                                |
| Рафаел Зулу        | Едвалдо                                 |
| Ери Џонсон         | Жиганте (Онорио)                        |
| Роза Марија Колин  | Зила                                    |
| Гида Вијана        | Исолина                                 |
| Мишел Мартинес     | Фернанда                                |
| Бјанка Салгејро    | Каролина Фернандес Прадо                |
| Лума Коста         | Нанда                                   |
| Ана Каролина Дијас | Дебора                                  |
| Итало Гера         | Рејналдо                                |
| Алешандра Мартинс  | Марсија                                 |
| Давид Лукас        | Рене Велмо Млађи                        |
| Гиљерме Леикам     | Фабио                                   |
| Виктор Давид       | Леонардо дос Анжос                      |
| Марсело Броу       | Пезао (Маурисио)                        |
| Кристијан Монаса   | Макс                                    |
| Сандро Педрозо     | Мендрејк                                |
| Фабио Келдани      | Виктор                                  |
| Карлос Виејра      | Фред                                    |
| Алине Матеус       | Клара                                   |
| Анжела Виејра      | Мирна Бело                              |